# Amr Chálid
Amr Chálid (anglický přepis Amr Khaled, * 5. září 1967) je egyptský muslimský kazatel a aktivista. Původním povoláním účetní začal kázat v roce 1990, od roku 1998 na plný úvazek. Využívá moderní technologie, zejména satelitní televizi, a patří k nejpopulárnějším muslimským duchovním. Zastává poměrně umírněné názory, propaguje mírovou koexistenci muslimského a západního světa.